# Eugenia Popovici
Eugenia Maria Popovici (n. 13 august 1914, București – d. 23 decembrie 1986, București) a fost o actriță de film, radio, teatru și voce română și profesoară de artă dramatică. A jucat peste 50 de ani pe scena Teatrului Național din București și a îndeplinit funcția de rector al Institutului de Artă Teatrală și Cinematografică din București în perioada 1972-1976.

## Biografie
Fiică a unor profesori de liceu (mama ei a fost profesoară de muzică), Eugenia Popovici a absolvit Conservatorul de muzică și artă dramatică din București la clasa profesoarei Maria Filotti (1932-1935) și Facultatea de Litere și Filozofie (1932-1936). După absolvirea Conservatorului, Eugenia Popovici a fost angajată ca actriță la Teatrul Național din București, unde a jucat până la sfârșitul vieții.
Printre rolurile care au făcut-o cunoscută sunt Oana din Apus de soare de Barbu Delavrancea, Lucietta din Bădăranii de Carlo Goldoni, Zița din O noapte furtunoasă de I.L. Caragiale, Ilona din dramatizarea lui Atanasie Mitric, după Pădurea spânzuraților de Liviu Rebreanu, Efimița din Capul de rățoi de George Ciprian pusă în scena chiar de autor, Agnes în Școala femeilor de Molière, Lucille din Burghezul gentilom de Molière, fiica primarului din Revizorul de Nikolai Gogol, Domnica din Moartea unui artist de Horia Lovinescu, bunica din Să nu-ți faci prăvălie cu scară de Eugen Barbu, regia Sanda Manu, avându-l partener pe Dem Rădulescu.
În perioada 1962-1976 a fost profesoară de actorie la Institutul de Artă Teatrală și Cinematografică din București, printre studenții ei numărându-se Tora Vasilescu, Eugen Cristea, Andrei Finți. A îndeplinit în anii 1972-1976 și funcția de rector al institutului.
Eugenia Popovici a jucat în puține filme, colaborând îndeosebi cu regizorul Ion Popescu-Gopo.

## Distincții
- Ordinul „Meritul Cultural” în gradul de Medalie cl. I, pentru teatru (1 februarie 1943)[5]
- Ordinul Muncii clasa a III-a (19 aprilie 1952) „pentru munca depusă cu ocazia «Centenarului Caragiale»”[6]
- titlul de Artist emerit al Republicii Populare Romîne (3 noiembrie 1956) „pentru merite deosebite în activitatea artistică”[7]
- Premiul de Stat (1962)[3]
- Ordinul „Meritul Cultural” clasa a II-a (6 noiembrie 1967) „pentru merite deosebite în domeniul artei dramatice”[8]
- Ordinul „Meritul Cultural” clasa I (1971) „pentru merite deosebite în opera de construire a socialismului, cu prilejul aniversării a 50 de ani de la constituirea Partidului Comunist Român”[9]

## Filmografie
- Răsună valea (1950) - Ileana
- Gelozia bat-o vina (1954) - Maria
- O poveste obișnuită... o poveste ca în basme (1959) - împărăteasa
- Darclée (1960)
- Pași spre lună (1964) - Gioconda
- Anotimpuri (1964)
- De-aș fi... Harap Alb (1965) - Crăiasa
- Duminică la ora 6 (1966) - mama Ancăi
- Steaua fără nume (1966) - domnișoara Cucu
- Ziua mamei (Teatru TV) (1968)
- Surorile Boga (1968)
- Micul Eyolf (film TV, 1972)
- Povestea dragostei (1977) - baba
- Tufă de Veneția (1977)